# Genicanthus bellus
Genicanthus bellus là một loài cá biển thuộc chi Genicanthus trong họ Cá bướm gai. Loài này được mô tả lần đầu tiên vào năm 1975.

## Từ nguyên
Từ định danh của loài trong tiếng Latinh có nghĩa là "xinh đẹp", hàm ý đề cập đến việc loài này được cho là "sặc sỡ nhất trong tất cả các loài thuộc chi Genicanthus".

## Phạm vi phân bố và môi trường sống
G. bellus có phạm vi phân bố tập trung ở Tây–Trung Thái Bình Dương, nhưng thưa thớt ở Đông Ấn Độ Dương (chỉ được biết đến tại quần đảo Cocos (Keeling) và đảo Giáng Sinh thuộc Úc). Loài này được ghi nhận chủ yếu tại các đảo quốc, quần đảo trên Thái Bình Dương, là Philippines và Indonesia; đảo Okinawa (Nhật Bản); Liên bang Micronesia; quần đảo Mariana (bao gồm cả Guam); quần đảo Marshall; Palau; giới hạn phía nam đến biển San Hô, Tonga và Vanuatu; xa hơn ở phía đông là đảo Tahiti và quần đảo Cook.
G. bellus sống gần các rạn san hô và đá ngầm ở mặt trước rạn, có độ sâu khoảng từ 24 đến 110 m, nhưng thường được quan sát phổ biến ở độ sâu từ 50 m trở ra ngoài khơi.
Loài này có thể có phạm vi rộng rãi hơn hiện tại, nhưng không được phát hiện ở những vị trí khác do chúng sống ở độ sâu khá lớn để khám phá.

## Mô tả
G. bellus có chiều dài cơ thể tối đa được biết đến là 18 cm. Chúng là một loài dị hình giới tính.
Cá cái và cá con có màu xanh lam xám nhạt. Vạch đen thứ nhất xuất hiện từ gáy băng xuống dưới, qua mắt. Dải đen thứ hai gần ngay phía sau vạch đen thứ nhất, kéo dọc theo toàn bộ vây lưng. Dải sọc đen thứ ba nằm xiên, kéo dài đến thùy vây đuôi dưới; thùy đuôi trên cũng có màu đen. Tất cả các sọc này được viền màu trắng hoặc màu lam nhạt. Bên dưới dải sọc đen thứ ba, đằng sau vây ngực có một vệt màu cô ban. Vây hậu môn có viền màu cam, và cũng không phải là hiếm thấy khi nhiều cá thể cái lại không có viền cam này. Vây lưng hầu hết là màu đen, nhưng những con cá cái trưởng thành có thể có màu cam. Môi trên của chúng có màu đen với đốm màu xanh lam ánh bạc.
Cá đực có thân màu be hoặc nâu xám nhạt. Thân có hai sọc ngang song song màu vàng tươi: sọc trên từ gáy, chạy dọc theo gốc của vây lưng và kết thúc ở cuống đuôi; sọc dưới từ phía sau nắp mang, băng thẳng và hợp với sọc trên ở cuống đuôi. Gốc vây ngực cũng có màu vàng. Vây đuôi trong mờ, phớt màu vàng cam nhạt; hai thùy đuôi vươn dài, có màu xanh lam sáng. Đầu lốm đốm các vệt màu vàng cam. Một vài cá thể đực có những đốm vàng cam, đặc biệt là ở vây đuôi, vây lưng và trên cuống đuôi.
Số gai ở vây lưng: 15; Số tia vây ở vây lưng: 15–16; Số gai ở vây hậu môn: 3; Số tia vây ở vây hậu môn: 16–17.

## Sinh thái
Thức ăn của G. bellus là các sinh vật phù du, bên cạnh đó, chúng cũng ăn cả tảo, những loài thuộc ngành động vật hình rêu và phân ngành Sống đuôi. G. bellus thường sống thành từng nhóm nhỏ (khoảng 3 đến 7 cá thể), gồm một con đực đứng đầu bầy cá cái trong hậu cung của nó. Khi con đực thống trị chết đi, con cá cái lớn nhất trong hậu cung sẽ dần thay đổi giới tính và hoàn toàn trở thành cá đực trong vòng 2–3 tuần sau đó.
G. bellus được ghi nhận là đã lai tạp với Genicanthus lamarck (tại đảo Bali, Indonesia và Philippines) và Genicanthus melanospilos (tại Philippines).
G. bellus được xem là một loài cá cảnh có giá khá đắt vì chúng hiếm khi được đánh bắt do sống ở môi trường nước sâu.